# Deutsche Gesellschaft für französischsprachige Philosophie
Die Deutsche Gesellschaft für französischsprachige Philosophie e. V., auf Französisch Société de Philosophie de Langue Française en Allemagne, wurde im Januar 1997 in Berlin gegründet. Als gemeinnütziger Verein ist sie bestrebt, zur Verbreitung der französischsprachigen Philosophie in Deutschland beizutragen und auf diese Weise den Dialog mit der frankophonen Kultur zu befördern. Sie arbeitet dafür eng mit universitären sowie außeruniversitären Einrichtungen zusammen und entfaltet ihre Aktivitäten insbesondere im Rahmen der Association des Sociétés de Philosophie de Langue Française und der Deutschen Gesellschaft für Philosophie.

## Zielsetzung und Aufgabengebiete
Das Ziel der Gesellschaft ist die Förderung und Verbreitung französischsprachiger Philosophie sowie des deutsch-französischen Dialogs in der Philosophie. Die Gesellschaft ist Mitglied der Association des Sociétés philosophiques de langue française (ASPLF) und der Deutsche Gesellschaft für Philosophie (DGPhil).

## Vorstand
- Seit April 2017 hat Annette Hilt (Mainz) den Vorsitz der Gesellschaft inne (frühere Vorsitzende waren Pascal Delhom, Günter Abel, Thomas Gil, Ulrich J. Schneider und Jacob E. Mabe).
- Stellvertretende Vorsitzende sind z. Zt. Pascal Delhom (Flensburg), Sabina Hoth (Berlin) und Christina Schües (Lübeck/Lüneburg)
- Geschäftsführer der Gesellschaft ist Thomas Ebke (Potsdam),
- Schatzmeisterin ist Kristina Jeromin (Mainz).

## Mitglieder
Mitglied der Gesellschaft kann jede natürliche oder juristische Person werden. Der Jahresbeitrag beträgt z. Zt. 16,- EUR, für Studenten 8,- EUR. Mindestens alle drei Jahre findet eine Mitgliederversammlung statt, bei der über vergangene Aktivitäten berichtet und über neue Projekte beraten wird. Bei der Mitgliederversammlung, die üblicherweise im Anschluss an ein wissenschaftliches Kolloquium oder eine Tagung stattfindet, wird auch jeweils entsprechend der Satzung der Vorstand gewählt.

## Satzung
- Satzung der Deutschen Gesellschaft für französischsprachige Philosophie (DGFP e. V) / Société de Philosophie de Langue Française en Allemagne (SPLFA). (PDF) Deutsche Gesellschaft für französischsprachige Philosophie (DGFP e. V.), abgerufen am 10. März 2019.

## Kolloquien und Tagungen
In eigener Regie hat die DGFP – z. T. mit internationaler Beteiligung – eine Reihe von wissenschaftlichen Kolloquien und Tagungen durchgeführt:
- 1998: Das Problem der Übersetzung / Le Problème de la traduction
- 2000: Vernunftkritik in Frankreich
- 2002: Formen dialektischen Denkens
- 2004: Hegel in Frankreich / Hegel en France
- 2005: Verantwortung in der französischen Philosophie des 20. Jhs.
- 2011: Vernunft in der Vielfalt der Sprachen?
- 2011: Jean-Jacques Rousseau – Die Ursprungserzählungen

## Allgemeines zur französischsprachigen Philosophie in Deutschland
Die Präsenz französischsprachiger Philosophie in Deutschland ist vielfältig:
- Einige Master- oder Promotions-Studiengänge haben sie sich zum Schwerpunkt gemacht oder berücksichtigen sie zumindest als wichtiges Element.
- Sie wird in mehreren Institutionen vertreten, sei es an Forschungsgruppen, Forschungszentren oder philosophischen Gesellschaften.
- Sie ist Gegenstand vieler Veröffentlichungen, unter anderem der Publikationen der DGFP selbst.

## Publikationen
Die Materialien einiger der von der DGFP veranstalteten Kolloquien, Tagungen und Vortragsreihen wurden publiziert (größtenteils in der Schriftenreihe des Frankreich-Zentrums der Technischen Universität Berlin):
- Das Problem der Übersetzung – Le problème de la traduction, hrsg. von Günter Abel, Berlin 1999.
- Pierre Louis Moreau de Maupertuis. Zum 300. Geburtstag, hrsg. von Hartmut Hecht, Berlin 1999.
- Französische Nachkriegsphilosophie. Autoren und Positionen, hrsg. von Günter Abel, Berlin 2001.
- Französische Aufklärung, hrsg. von Iwan D’Aprile, Thomas Gil u. Hartmut Hecht, Berlin 2001.
- Im Widerstreit der Diskurse. Jean-François und die Idee der Verständigung im Zeitalter globaler Kommunikation, hrsg. von Dietmar Köveker, Berlin 2004.
- Erinnerungsarbeit. Zu Paul Ricœurs Philosophie von Gedächtnis, Geschichte und Vergessen, hrsg. von Andris Breitling u. Stefan Orth, Berlin 2004.
- Der französische Hegel (Sonderband 12 der Deutschen Zeitschrift für Philosophie), hrsg. von Ulrich J. Schneider, Berlin 2007.
- Rousseaus Ursprungserzählungen, hrsg. von Pascal Delhom und Alfred Hirsch, München, Fink 2012.